# Johann Wilhelm Ernst Wägner
Johann Wilhelm Ernst Wägner (Darmstadt, 16 september 1800 – Kettenheim, 4 december 1886) was een Duits auteur, filosoof en luthers theoloog.

## Biografie
Wägner volgde privaatonderwijs in zijn geboorteplaats, later een gymnasium. In de jaren 1820 tot 1823 studeerde hij theologie in Gießen. Aansluitend werd hij hofmeister bij een Frans gezant, graaf Von Fenelon, in Darmstadt. Vanaf januari 1824 tot mei 1827 was Johann Wägner directeur van een particuliere school voor jongens; later werd hij leraar op een Realschule. Johann Wilhelm Wägner was ook werkzaam op een hogere ambachtsschool. In 1832 kreeg hij de doctorstitel in de filosofie. In november 1842 werd Wägner eindelijk dominee in Ginsheim; deze baan oefende hij zestien jaar lang uit. Op 4 maart 1859 nam hij een baan als dominee aan in Kettenheim. Hij werd in 1877 opgenomen in de kerkenraad. Zijn werkzaamheden als dominee oefende hij uit tot op zijn dood.

## Publicaties (selectie)
- Hellas. Das Land und Volk der alten Griechen (1885)
- Rom. Anfang, Fortgang, Ausbreitung und Zerfall - Geschichte und Kultur des römischen Volkes (1885)
- Das Buch vom Feldmarschall Radetzky. Für Heer und Volk (1859)
- Die Nibelungen. Nach nordischer und deutscher Dichtung erzählt (1882)
- Nordisch-germanische Götter- und Heldensagen (1882)